# Fanfară pentru un om obișnuit
Fanfară pentru un om obișnuit (sau Fanfară pentru un om comun; în limba engleză, Fanfare for the Common Man) este o lucrare de muzică cultă aparținând compozitorului american Aaron Copland.
Lucrarea a fost scrisă în 1942 (data notată pe ultima pagină a manuscrisului este 6 noiembrie 1942) și dedicată Orchestrei Simfonice din Cincinnati, aflată sub comanda dirijorului Eugene Goossens. Manuscrisul a fost dăruit de compozitor Bibliotecii Congresului American în data de 21 decembrie 1965 (în josul primei pagini apar cuvintele „Gift of Aaron Copland Dec 21, 1965”).
Instrumentația lucrării cuprinde alămuri (4 corni francezi în fa, 3 trompete în si{\displaystyle \flat }, 3 tromboane în si{\displaystyle \flat }, tubă în si{\displaystyle \flat }) și percuții (tobă mare, 3 timpani, tam-tam).